# Brajagopal Roy
Brajagopal Roy, död 31 juli 2022, var en indisk politiker, och ledare för All India Forward Bloc (AIFB) i Tripura i sin egenskap av president för AIFB:s delstatskommitté. Han satt även med i det allindiska partisekretariatet.
Roy var ledamot av den lagstiftande församlingen i Tripura 1978–1983 och 1993–1998. Han kandiderade för alliansen Left Front i de delstatliga valen 2003; han blev inte vald men kom med sina 43,57 procent av rösterna på andra plats.